# Ingvar Carlsson
Gösta Ingvar Carlsson (Borås, 9 november 1934) is een Zweeds politicus. Hij was tweemaal minister-president van Zweden.
Carlsson was van 1986 tot 1996 partijleider van de Sociaaldemocraten van Zweden. Ook was hij van 1986 tot 1991 minister-president van Zweden. Van 1994 tot 1996 had hij een tweede termijn als staatsminister. 
Op 15 december 1994 maakte de kersverse premier Carlsson bekend dat zijn kabinet niet zou overgaan tot berging van het wrak, noch de stoffelijke resten van de passagiers van de veerboot MS Estonia, die op 28 september dat jaar was vergaan, op weg van Tallinn naar Stockholm. Sterker nog, de regering besloot het schip op de zeebodem in te kapselen in steen en beton, alsmede per 1 juli 1995 een speciale wet af te kondigen die iedere nadering van het wrak verbood. Carlsson noemde dit de moeilijkste beslissing uit zijn 30-jarige politieke loopbaan, zich beseffende dat hij vrijwel direct na de ramp had beloofd alle slachtoffers bij hun families te brengen en de oorzaak van het zinken te achterhalen, ongeacht welke inspanning. "Maar toen wist ik niet, wat ik op 15 december wel wist", zo lichtte hij toe. Belangrijk in dezes is de absolute verkiezingsoverwinning van Carlsson op 20 september, de razendsnelle formatie en de beëdiging van het nieuwe kabinet op 7 oktober. Dit heeft de waarde van zijn woorden eind september zonder twijfel beïnvloed. Maar na 7 oktober mijdde hij de nabestaanden, wilde hen zelfs niet te woord staan. Snel werd duidelijk dat de regering en enkele Zweedse autoriteiten zich verscholen achter barslechte argumenten en rookgordjnen. Informatie voor parlement, pers en publiek werd gemanipuleerd, een ethische commissie (??) zonder vereiste kennis trad aan, allerlei onsmakelijke bijzaken werden uitvergroot en de logica ging van tafel. Het Engelse bergingsbedrijf Rockwater constateerde op 12 december dat de lichamen en het wrak goed te bergen waren, maar Carlsson en getrouwen hielden hun poot stijf. Het kabinet volgde niet de deskundigen, maar wel de suggestieve ethische commissie. Een beslissing die onherroepelijk leidde tot de vraag: Wat wordt er verborgen gehouden? Ingvar Carlsson heeft nooit geantwoord, slechts gezwegen.   
Carlsson woont in Tyresö in de provincie Stockholm.
- Bibliothèque nationale de France: cb124475121 (data)
- Gemeinsame Normdatei: 119073951
- International Standard Name Identifier: 0000 0000 8352 4176
- KulturNav: 5768a7a1-e4a3-43b2-9706-772370ddd343
- Library of Congress Control Number: n86848756
- Nationale Bibliotheek van Tsjechië: mzk2013751715
- Nationale Bibliotheek van Polen: a0000001250701
- LIBRIS: 180414
- SNAC: w6gw1tk2
- Système universitaire de documentation: 033626251
- Virtual International Authority File: 5025879
- WorldCat: E39PBJcgt8pGKQRjGdHMft48YP